# Корниљо
Корниљо је насеље у Италији у округу Парма, региону Емилија-Ромања.
Према процени из 2011. у насељу је живело 217 становника. Насеље се налази на надморској висини од 669 м.

## Становништво
| 1951. | 1961. | 1971. | 1981. | 1991. | 2001. | 2011. |
| ----- | ----- | ----- | ----- | ----- | ----- | ----- |
| 6.112 | 5.139 | 3.861 | 3.260 | 2.609 | 2.314 | 1.997 |